# De waanzinnige eilanden
De waanzinnige eilanden is een hoorspel van Louis MacNeice. The Mad Islands werd op 4 april 1962 uitgezonden door de BBC. Het werd vertaald door Harrie Kapteyns en de KRO zond het uit in het programma Dinsdagavondtheater op dinsdag 21 juli 1970, met muziek van Jean Lamberichts, uitgevoerd door het Metropole orkest o.l.v. Dolf van der Linden. De regisseur was Willem Tollenaar. Het hoorspel duurde 88 minuten.

## Rolbezetting
- Wim van Rooij (Muldoon)
- Guido de Moor (Cormac, z’n vriend)
- Hans Veerman (de nar)
- Andrea Domburg (de moeder van Muldoon)
- Jos van Turenhout (Ursach, de stuurman)
- Anne Wil Blankers (Skerry, de zeehond-vrouw)
- Willy Ruys (de grappenmaker)
- Fé Sciarone & Eva Janssen (de zusters Brenwen & Olwen)
- Eric van Ingen (de molenaar van de hel)
- Paul van der Lek (een verdronken man)
- Peronne Hosang (de koningin van de schemer)
- Lo van Hensbergen (de uitvinder)
- Bert Dijkstra (de kluizenaar)
- Harry Bronk (de eenogige)
- Jaap Hoogstraten (de jongen)
- Cees van Ooyen (de koopman)
- Pim Oskam (de bemoeial)
- Cees van Ooyen, Pim Oskam & Piet Ekel (de verleiders)
- Piet Ekel (de portier)

## Inhoud
Dit is het verhaal van een jongeman, Muldoon, die opdracht krijgt van zijn “langverloren moeder die woont in het zwarte moeras van Ierland” de moordenaar van zijn vader te gaan zoeken, “de man die langs de westelijke eilanden dwaalt”. Muldoon gaat met zijn vriend Cormac de tocht ondernemen en komt op verschillende eilanden, waar zij de wonderlijkste dingen meemaken. De auteur gebruikte oude Keltische en Ierse sagen en zo ontstond een prachtig spel vol symboliek…